# 克莱德·库姆斯
克莱德·库姆斯（英語：Clyde Hamilton Coombs，1912年7月22日—1988年2月4日）是一位美国心理学家，专长是数学心理学领域。他发明了一种投票系统，称为库姆斯方法。
库姆斯在密歇根大学建立了数学心理学這個課程，他的学生阿摩司·特沃斯基、Robyn Dawes、Baruch Fischhoff都是决策论重要的研究者。库姆斯、Dawes、阿摩司·特沃斯基的经典著作《数学心理学导论》是密歇根大学数学心理学和实验心理学研究生的必读书。